# Full Metal Panic!
Full Metal Panic! (フルメタル・パニック!, Furumetaru Panikku!) és un anime i un manga japonès que barreja l'acció Mecha amb la comèdia. Narra la història de Sousuke Sagara, un militar sense sentit comú que per a viure com un civil es fica en un institut de preparació com protector de Chidori Kaname donant situació a moltes escenes divertides.